# Домманже, Жислен
Жислен, княгиня Монако (фр. La princesse Ghislaine de Monaco), при рождении Жисле́н Мари́ Франсуа́за Домманже́ (фр. Ghislaine Marie Françoise Dommanget), 13 октября 1900, Реймс, Франция — 30 апреля 1991, Нёйи-сюр-Сен, Франция) — французская комедийная актриса

, супруга князя Монако Луи II, княгиня Монако в 1946—1949 годах.

## Биография
Жислен Мари Франсуаза Домманже родилась 13 октября 1900 года в Реймсе в семье французского полковника Роберта Жозефа Домманже (1867—1957) и Марии Луизы Менье (1867—1957). С детства любила сцену и стала известной комедийной актрисой.
17 июля 1923 года в Париже вышла замуж за Пола Диё (1863—1931). После его смерти вышла замуж за актёра Андре Брюлле (1879—1953), от брака с которым имела сына Жана Габриэля; через несколько лет супруги развелись.

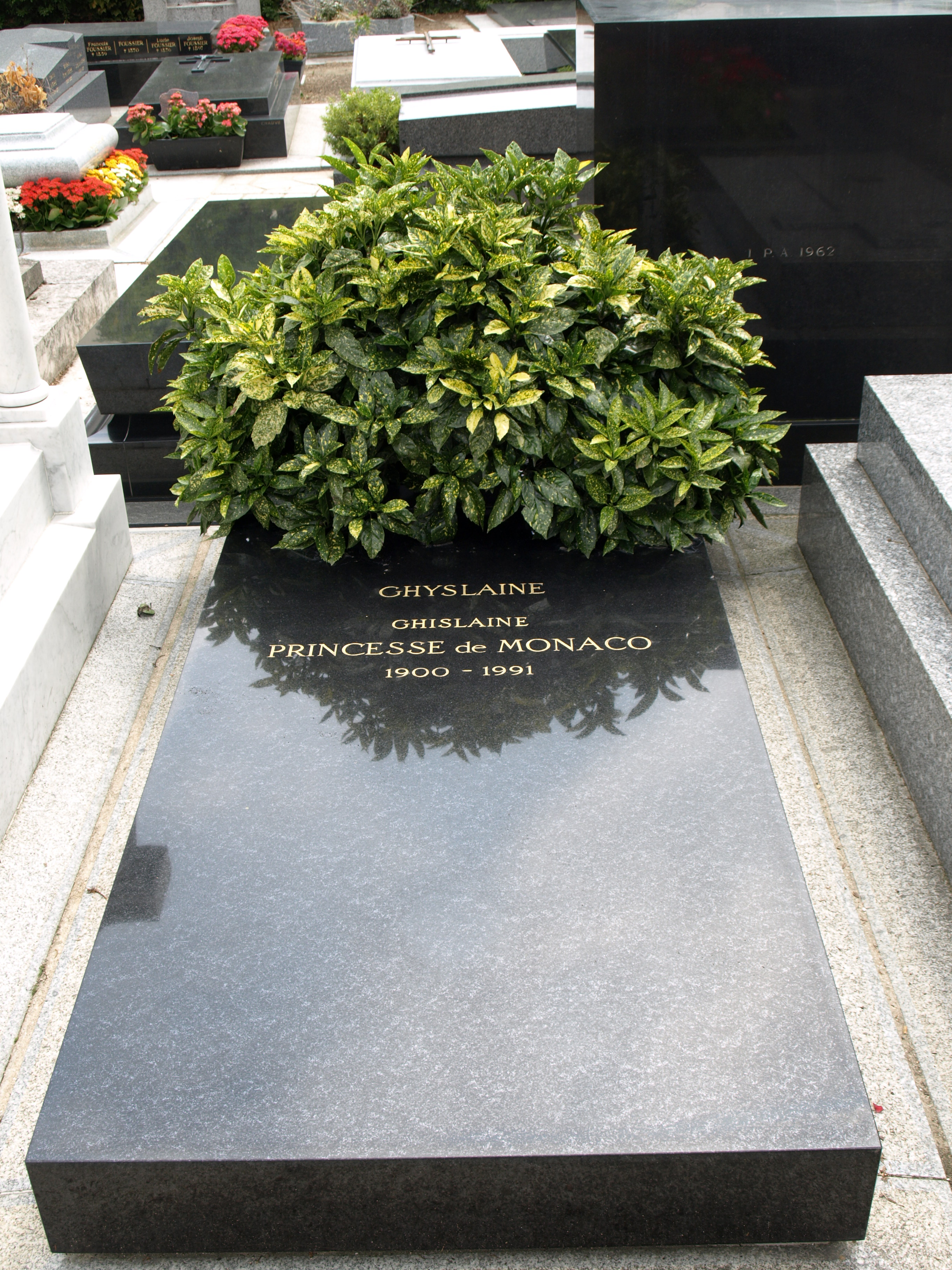
Могила княгини Монако Жислен.

24 июля 1946 года вышла замуж за князя Монако Луи II. Жениху было 76, невесте — 46, общих детей в браке не было. В Монако эта свадьба вызвала большой скандал, поскольку невеста не принадлежала к аристократии и между новобрачными была большая разница (30 лет) в возрасте. Внучка князя Луи — принцесса Антуанетта Монакская — отказалась присутствовать на свадьбе деда. К 1946 году князь Луи был фактически отстранён от правления княжеством.
Он и Жислен проводили большую часть времени в Париже. Через три года после заключения брака Луи II скончался 9 мая 1949 года. Половину своего состояния он оставил своей супруге, что вызвало сильное недовольство принцессы Шарлотты, дочери Луи, и его внуков. После вступления на престол князя Ренье решение его деда было аннулировано. Княгиня Жислен сохранила за собой лишь драгоценности и подарки мужа. Ей также выплачивалась небольшая пенсия и была отведена комната во дворце в Монако, от которой она отказалась и продолжила жить в Париже.
Жислен официально носила титул Вдовствующей княгини Монако, присутствовала на интронизации Ренье III и 25-й годовщине его правления. В 1982 году она вернулась в Монако и присутствовала на похоронах княгини Монако Грейс, погибшей в автокатастрофе.
После этого продолжила жить в Париже. Умерла 30 апреля 1991 года в Нёйи-сюр-Сен. Похоронена на кладбище Пасси.